# Elecciones provinciales de Alberta de 2012
Las elecciones provinciales de Alberta de 2012 ocurrieron el 23 de abril de 2012, para elegir miembros de la 28.ª legislatura de la provincia canadiense de Alberta. El oficialista Partido Conservador Progresista, liderado por Alison Redford, obtuvo una victoria aplastante, obteniendo más de la mitad de las bancas en la legislatura provincial. A pesar de que las encuestas predecían una derrota conservadora, esto no ocurrió, y los conservadores obtuvieron su 12.º mandato en el gobierno, una victoria que terminaría siendo su última.
En la oposición hubo un importante realineamiento. Con el giro hacia el centro de Redford, el Partido Wildrose, liderado por Danielle Smith, consiguió 17 bancas, quitándole al Partido Liberal el estatus de oposición oficial. Los liberales sufrieron un fuerte revés, obteniendo sólo 5 bancas y menos del 10 % del voto. De aquí en adelante, no se recuperarían y quedarían fuera de la legislatura en el 2019. El Nuevo Partido Democrático por su parte, se ubicó muy poco detrás de los liberales, obteniendo 4 bancas, mientras que el Partido de Alberta no logró elegir ni un miembro.
La victoria de Redford la convirtió en la primera mujer en ganar una elección en la provincia, y la primera en el país fuera de la Canadá atlántica. El 4 de septiembre de 2014, los conservadores se convirtieron en la dinastía política más longeva en la historia canadiense.

## Contexto
La elección se llevó a cabo bajo el escrutinio mayoritario uninominal, y fue la 28ª elección en la historia de la provincia.
La última elección había resultado en una victoria aplastante para el Partido Conservador Progresista de la mano de Ed Stelmach, que logró reducir a la oposición a sólo 11 bancas. Stelmach adquirió el nombre de "Red Tory" (conservador rojo), refiriéndose a sus políticas más cercanas al centro que marcaban un distanciamiento del ex primer ministro Ralph Klein. Sin embargo, con este giro al centro vino una caída en la popularidad de Stelmach y del partido, lo que llevó a que renunciara a favor de Alison Redford, hasta entonces la ministra de justicia. Redford continuó el giro hacia el centro, y a raíz de esto, las encuestas predecían una victoria para el partido derechista Wildrose, liderado por Danielle Smith, y un colapso del voto liberal que fuera al conservadurismo. El error de los sondeos en esta elección y en la de Columbia Británica el año siguiente (que predijeron un gobierno neodemócrata, cuando se eligió un gobierno liberal), llevó a una fuerte reflexión de la calidad de las encuestadoras nacionales en vista a la elección federal de 2015.

## Resultados
|  | 43.97 % |

|  | 34.28 % |

|  | 9.89 % |

|  | 9.85 % |

|  | 1.31 % |

|  | 0.27 % |

|  | 0.43 % |

|  | 99.40 % |

|  | 0.60 % |

|  | 100.00 % |

|  | 54.37 % |